# Studenter i Paris
Studenter i Paris är en svensk svartvit operettfilm från 1932 i regi av Louis Mercanton.

## Om filmen
Inspelningen ägde rum 1931 i Paramounts studio i Val-de-Marne i Frankrike med Harry Stradling som fotograf. Filmen premiärvisades den 13 april 1932 på biografen China i Sundsvall. Filmen är numera försvunnen och man vet således inte vilka sångnummer som framfördes i den. Förlaga var den franska filmen Il est charmant, vilken klipptes om i olika språkversioner, däribland svenska.

## Rollista
- Meg Lemonnier	– Jacqueline Cordier
- Henri Garat – Jacques Dombreval
- Aino Taube – ej identifierad roll
- Steinar Jøraandstad – ej identifierad roll
- Elsa de Castro – ej identifierad roll
- Gustaf Hiort af Ornäs – ej identifierad roll

### Fotnoter
1. 1 2  ”Studenter i Paris”. Svensk Filmdatabas. http://sfi.se/sv/svensk-filmdatabas/Item/?itemid=3709&type=MOVIE&iv=Basic&ref=/templates/SwedishFilmSearchResult.aspx?id%3d1225%26epslanguage%3dsv%26searchword%3dstudenter+i+paris%26type%3dMovieTitle%26match%3dBegin%26page%3d1%26prom%3dFalse. Läst 21 april 2013.